# حادثة 15 مايو

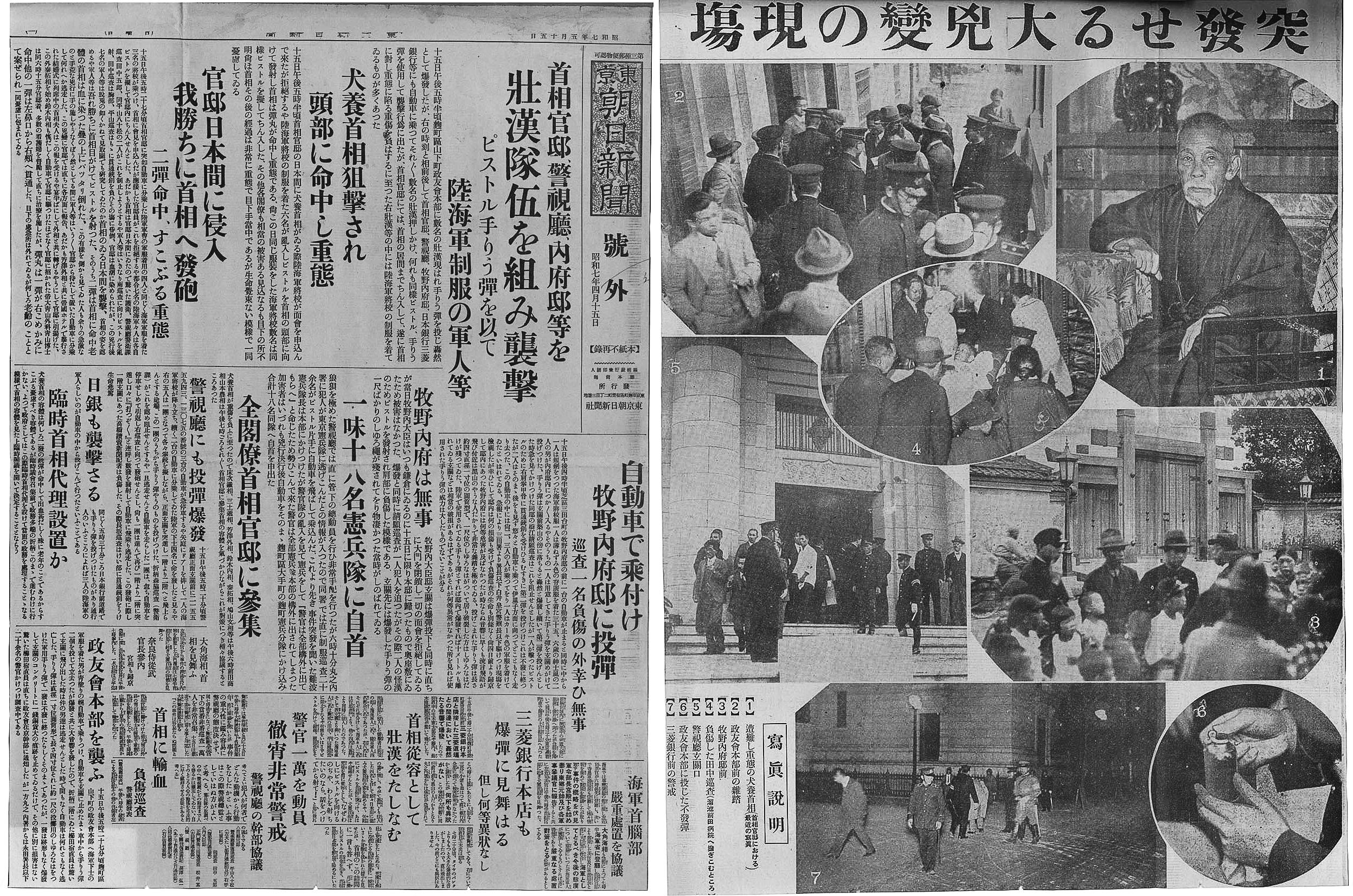
صحيفة أساهي شيمبون تصف حادثة 15 مايو واغتيال رئيس الوزراء إينوكاي تسويوشي

حادثة 15 مايو (باليابانية: 五・一五事件) كانت محاولة انقلاب في إمبراطورية اليابان، في 15 مايو 1932، أطلقتها عناصر رجعية من البحرية الإمبراطورية اليابانية، بمساعدة طلاب في الجيش الإمبراطوري الياباني وبقايا مدنية من عصبة الدم القومية المتطرفة. اغتيل رئيس الوزراء إينوكاي تسويوشي على يد 11 ضابطًا بحريًا شابًا. وقد أدت المحاكمة التالية والدعم الشعبي من جانب الشعب الياباني إلى إصدار أحكام مخففة للغاية على القتلة، مما أدى إلى تعزيز القوة الصاعدة للعسكرية اليابانية وإضعاف الديمقراطية وسيادة القانون في إمبراطورية اليابان.

## خلفية
ونتيجة للتصديق على معاهدة لندن البحرية التي حدت من حجم البحرية الإمبراطورية اليابانية، نشأت حركة داخل سلك الضباط الصغار للإطاحة بالحكومة واستبدالها بالحكم العسكري. كانت لهذه الحركة نظائرها في جمعية ساكوراكاي السرية المنظمة داخل الجيش الإمبراطوري الياباني. أقام الضباط البحريون اتصالات مع القومي المتطرف نيشو إينوي و"عصبة الدم"، واتفقوا مع فلسفته التي تقول إنه من أجل تحقيق "استعادة شووا"، سيكون من الضروري اغتيال الشخصيات السياسية والتجارية الرائدة (زايباتسو).
في عام 1932، في "حادثة فيلق التعهد بالدم"، تمكنت مجموعة إينوي من قتل وزير المالية السابق ورئيس ريكين مينسيتو إينوي جونوسوكي، والمدير العام لشركة ميتسوي القابضة تاكوما دان في 9 فبراير و5 مارس على التوالي. وبينما لم يُقتل سوى اثنين من القادة البارزين، خططت المجموعة في البداية لاغتيال عشرين قائدًا ماليًا وسياسيًا آخرين. 

## حادثة

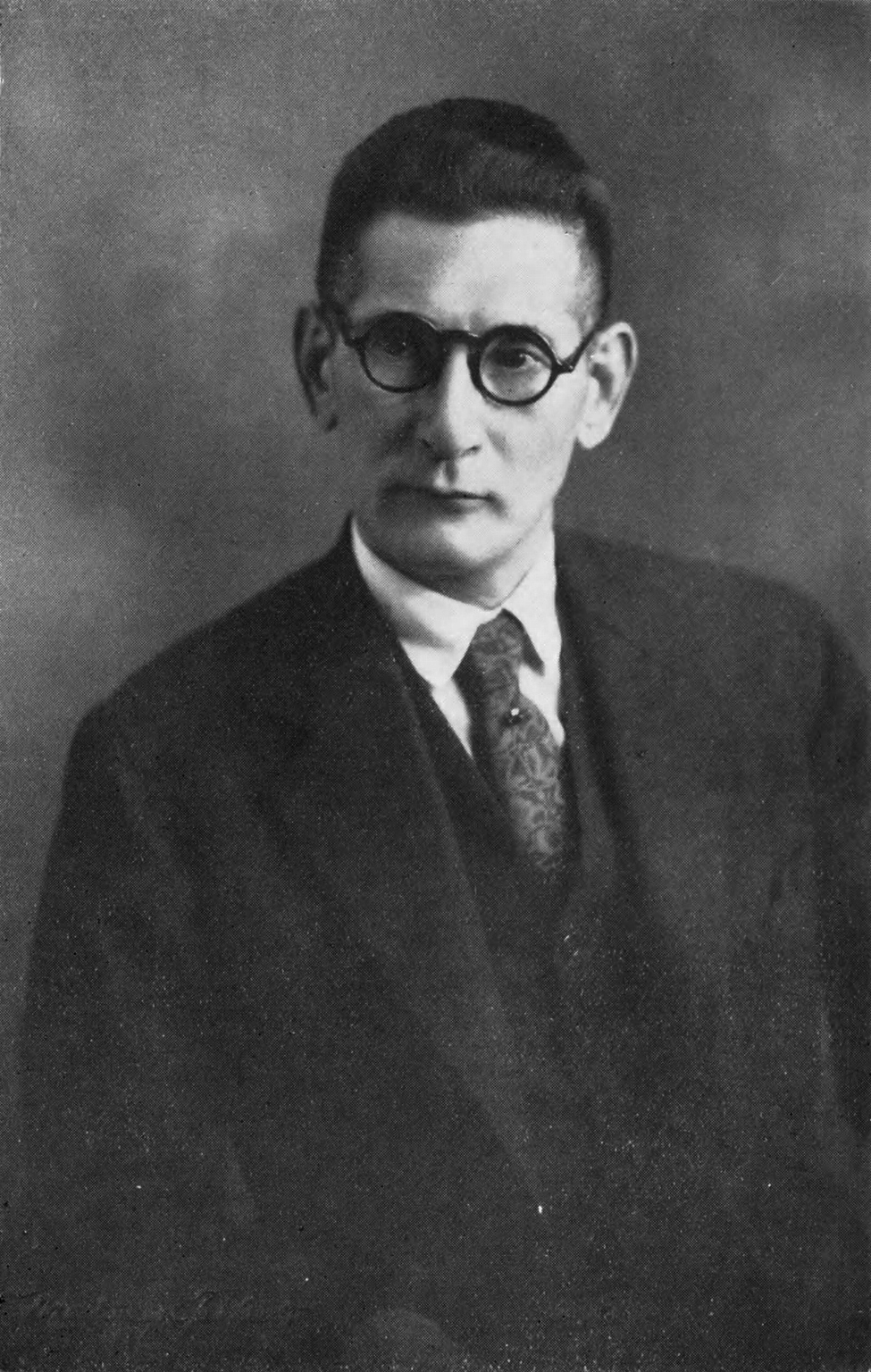
شومي أوكاوا

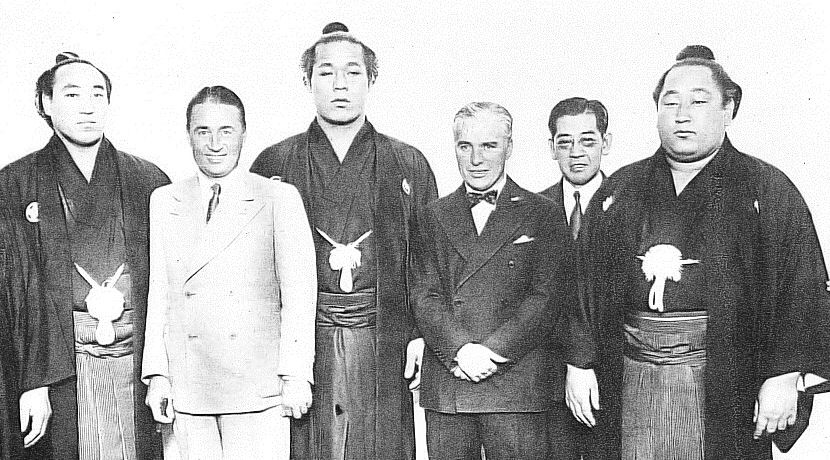
تشارلي شابلن (الثالث من اليمين) ومصارعو السومو في وقت الحادثة.

في 15 مايو 1932، قام الضباط البحريون، بمساعدة طلاب الجيش، وعناصر مدنية من اليمين (بما في ذلك شومي أوكاوا وميتسورو توياما وكوزابورو تاتشيبانا) بمحاولة خاصة بهم لاستكمال ما بدأ في حادثة عصبة الدم.
تم إطلاق النار على رئيس الوزراء إينوكاي تسويوشي على يد أحد عشر ضابطًا بحريًا شابًا (كان معظمهم في العشرين من عمره) في مقر إقامة رئيس الوزراء. كانت آخر كلمات إينوكاي تقريبًا "إذا استطعت التحدث، فسوف تفهم" (話せば分かる) والتي رد عليها قتلته "الحوار عديم الفائدة" (問答無用). تضمنت خطة الاغتيال الأصلية قتل نجم السينما الإنجليزي تشارلي شابلن الذي وصل إلى اليابان في 14 مايو 1932، في حفل استقبال لتشابلن، خطط له رئيس الوزراء إينوكاي. "أدرك هؤلاء النشطاء، الحريصون على حقن روح ياماتو القومية في السياسة، الطبيعة السياسية المشحونة للثقافة الجماهيرية". سيؤدي مقتل شابلن إلى تسهيل الحرب مع الولايات المتحدة، والقلق في اليابان، ويؤدي إلى "الاستعادة" باسم الإمبراطور. عندما قُتل رئيس الوزراء، كان ابنه إينوكاي تاكيرو يشاهد مباراة مصارعة السومو مع تشارلي شابلن، وهو ما أنقذ حياتهما على الأرجح.
كما هاجم المتمردون مقر إقامة ماكينو نوبوآكي، حارس الختم الملكي، ورئيس حزب ريكين سييوكاي السياسي، وألقوا قنابل يدوية على مقر بنك ميتسوبيشي في طوكيو، والعديد من محطات المحولات الكهربائية.
وباستثناء اغتيال رئيس الوزراء، فإن محاولة الانقلاب لم تسفر عن شيء، وأثبتت التمرد ككل فشلها. ركب المشاركون سيارة أجرة إلى مقر الشرطة وسلموا أنفسهم للكمبيتاي دون مقاومة.

## عواقب
تمت محاكمة الضباط الحادي عشر الذين قتلوا رئيس الوزراء إينوكاي أمام محكمة عسكرية. خلال الإجراءات، استخدم المتهمون المحاكمة كمنصة لإعلان ولائهم للإمبراطور وإثارة التعاطف الشعبي من خلال الدعوة إلى إصلاحات الحكومة والاقتصاد. وبحلول نهاية المحاكمة، كانت المحكمة قد تلقت 110 آلاف التماس عفو، إما موقعة أو مكتوبة بالكامل بالدم، من المتعاطفين في جميع أنحاء البلاد يطالبون بعقوبة مخففة.  بالإضافة إلى ذلك، طلب تسعة شبان في نيغاتا أن تتم محاكمتهم من قبل المحكمة بدلاً من المتهمين، وأرسلوا إلى المحكمة جرة تحتوي على تسعة من خناصررهم المخللة المقطوعة كإشارة على صدقهم. 
وكانت العقوبة التي فرضتها المحكمة خفيفة للغاية، ولم يكن هناك شك في الصحافة اليابانية في أن قتلة رئيس الوزراء إينوكاي سوف يتم إطلاق سراحهم في غضون عامين، إن لم يكن قبل ذلك. لقد أدى الفشل في معاقبة المتآمرين في حادثة 15 مايو بشدة إلى مزيد من تآكل سيادة القانون وقدرة الحكومة الديمقراطية في اليابان على مواجهة الجيش. وقد أدى ذلك بشكل غير مباشر إلى وقوع حادثة 26 فبراير والارتفاع المتزايد للنزعة العسكرية اليابانية.

## الثقافة الشعبية
- تمت مناقشة الحادثة بالتفصيل في الموسم الثاني، الحلقة 5 من Ghost in the Shell: Stand Alone Complex (2004) [3]

## فهرس
- Beasley، W.G. (2000). The Rise of Modern Japan, 3rd Edition: Political, Economic, and Social Change since 1850. Palgrave Macmillan. ISBN:0-312-23373-6.
- Borkwith، Mark (1989). Pacific Century: The Emergence of Modern Pacific Asia. Westview Press. ISBN:0-8133-3471-3.
- Oka، Yoshitake (1984). Five Political Leaders of Modern Japan: Ito Hirobumi, Okuma Shigenobu, Hara Takashi, Inukai Tsuyoshi, and Saionji Kimmochi. University of Tokyo Press. ISBN:0-86008-379-9.
- Sims، Richard (2001). Japanese Political History Since the Meiji Renovation 1868–2000. Palgrave Macmillan. ISBN:0-312-23915-7.
- Spector، Ronald (1985). Eagle Against the Sun: The American War With Japan. Vintage. ISBN:0-394-74101-3.
- Toland، John (2003). The Rising Sun: The Decline and Fall of the Japanese Empire, 1936–1945 (ط. reprint). Modern Library. ISBN:0-8129-6858-1.

## روابط خارجية
- مكتبة المراجع الوطنية للبرلمان